# Eurotrip
Eurotrip er en amerikansk komedie- og ungdomsfilm fra 2004 produceret af folkene bag Road Trip og Old School. Kort fortalt handler filmen om en amerikansk student som rejser med sine venner rundt i Europa.

## Handling
Filmen starter I Ohio, hvor Scott Thomas lige er blevet student på High School. Da han kommer ud til sin familie og møder sin kæreste fortæller hun, at hun har været ham utro og at hun derfor slår op.
Hjemme skriver Scott med Mieke (forvekslet med "Mike") fra tyskland. Scotts ven, Cooper, fortæller, at "Mike" (som de så tror er en dreng) sikkert snart vil spørge om "han" ikke snart kan komme til Amerika så de kan have sex. Da Mieke senere spørger om hun ikke skal komme til Amerika blokerer Scott straks mailen pga. Coopers advarsel. Og da Scotts lillebror, Bert, fortæller at personen han skriver med ikke hedder Mike, men Mieke (og at det er et normalt tysk pigenavn) prøver Scott at skrive tilbage til Mieke, men hun har nu blokeret ham.
Scott snakker nu med Cooper og de beslutter til sidst at tage til Europa. Cooper fortæller at de kan få rejser billigere ved at tage nogle ting med, men da de kommer til lufthavnen går der kun rejser til England. Cooper siger at de kan tage den tur, og da Scott fortæller ham, at England er en ø, siger Cooper at de bare kan svømme – så den rejse tager de.
I England kommer de ind på en bar som de finder ud af er en Manchester United fanklub bar og Scott får fortalt at de er fra en fanklub i Ohio. De drikker med hooligansene og vågner op næste morgen i en bus på vej til Frankrig. I Frankrig begynder hooligansene at jagte en mand i en fransk fodboldtrøje og Scott og Cooper er nu på egen hånd.
De to venner kommer i tanke om at deres andre venner, tvillingerne Jamie og Jenny, er i Paris og de aftaler at mødes med dem. De fire venner følges nu rundt i Europa for til slut at komme til Berlin og Miekes hjem. Det viser sig dog nu at Mieke er taget til Rom og at hun snart tager på en sejltur og derfor ikke kan kontaktes i lang tid. De fire venner tager til Rom, hvor de til sidst finder Mieke.

## Medvirkende og steder
På deres tur rundt i Europa er de i en række forskellige byer. Her er byerne med de vigtigste personer.
| Hovedpersoner - Scott Mechlowicz – Scott (Scotty) Thomas - Jacob Pitts – Cooper Harris - Michelle Trachtenberg – Jenny - Travis Wester – Jamie Ohio - Kristin Kreuk – Fiona (Scotts ekskæreste) - Nial Iskhakov – Bert Thomas (Scotts bror) - Matt Damon – Donny (forsanger i band, som spiller "Scotty Doesn't Know") - Jeffrey Tambor – Scotts far London - Vinnie Jones – Mad Maynard (Hooligansenes leder) Paris - J.P. Manoux – Robotmand - Patrick Rapold – Christoph (mand som Jenny bliver forelsket i – kommer også i Bratislava) - Fred Armisen – Italiensk mand i tog (er lidt for nærgående) Amsterdam - Lucy Lawless – Madame Vandersexxx (bestyrer af sexklub) - Go Go Dyei Jen-Michel – Tjener - Jana Pallaske – Anna (ekspedient i kamerabutik) - Diedrich Bader – Tyv | Bratislava - Dominic Raacke – Lastbilchauffør - Steve Hytner – Grøn fe (kommer når de drikker noget absint – kommer også til allersidst i filmen) - Rade Šerbedžija – Tibor (mand som "leder dem videre") Berlin - Walter Sittler – Miekes far - Adam Dotlacil – Heinrich Vatikanstaten - Predrag Bjelac – Italiensk mand - Joel Kirby – Schweizisk vagt - Jessica Boehrs – Mieke (pigen, Scott har skrevet med) - Patrick Malahide – Arthur Frommer (forfatter af rejseguide) - Jack Marston – Pave Johannes Paul 2. - Mindy Sterling – Kvinde i skriftestol |